# Espeletiinae
Espeletiinae Cuatrec., 1976 è una sottotribù di piante spermatofite dicotiledoni appartenenti alla famiglia Asteraceae (sottofamiglia Asteroideae, tribù Millerieae).

## Etimologia
Il nome della sottotribù deriva dal suo genere più importante Espeletia  Mutis ex Humb. & Bonpl., 1808  che a sua volta è stato dato in ricordo di Don José de Espeleta, viceré di Nuova Grenada. Il nome scientifico è stato proposto per la prima volta dal botanico spagnolo José Cuatrecasas (1903-1996) nella pubblicazione "Phytologia; Designed to Expedite Botanical Publication. New York- 35(1): 48 (1976)" del 1976.

## Descrizione
Le specie di questa sottotribù sono piante arbustive prive di caule, oppure con cauli disposti a rosetta con foglie marcescenti, oppure alcune specie sono alberi con pochi rami con foglie per lo più concentrate agli apici dei rami; poche specie sono monocarpiche, alcune producono copiose infiorescenze con centinaia di capolini.
Le foglie lungo il caule sono disposte in modo alternato. Sono provviste di molti piccoli internodi; alla base sono allargate; talvolta formano larghe rosette basali; facilmente alla base avvolgono il gambo formando una cupola. La lamina ha una forma da lanceolata a fusiforme. La faccia abassiale è sempre densamente ricoperta di peli lanosi. La superficie delle foglie è solcata da vene pennate.
Le infiorescenze, di tipo dicasio o monocasio, con forme da corimbose a panicolate, sono composte da capolini terminali o in posizione ascellare. I capolini sono radiati o discoidi. I capolini normalmente sono formati da un involucro a forma da spirale, campanulata a emisferica, composto da diverse squame (o brattee) disposte su 2 o più serie, al cui interno un ricettacolo fa da base ai fiori di due tipi: quelli esterni del raggio e quelli più interni del disco. Le squame sono spesse o a consistenza erbacea; la superficie è da glabra a densamente lanosa; la forma è da piatta a cappuccio; in alcuni casi sono provviste di ghiandole; in altri casi sono presenti un paio di grandi brattee erbacee fuse alla base. Il ricettacolo è da convesso a conico, è provvisto di pagliette; può essere provvisto inoltre di tricomi.
Formula fiorale: per queste piante viene indicata la seguente formula fiorale:
* K 0/5, C (5), A (5), G (2), infero, achenio
I fiori sono tetraciclici (a cinque verticilli: calice – corolla – androceo – gineceo) e pentameri (ogni verticillo ha 5 elementi). I fiori del raggio sono femminili disposti anche su 2 - 5 righe; gli apici delle corolle sono debolmente bilobati o trilobati, qualche volta possono essere ottusi; raramente la corolla può essere bilabiata. Il tubo può essere provvisto di un denso ciuffo di tricomi moniliformi. I fiori del disco sono funzionalmente maschili (raramente sono ermafroditi).  Il calice è ridotto ad una coroncina di squame.
L'androceo è formato da 5 stami con filamenti liberi e antere saldate in un manicotto circondante lo stilo. Le appendici delle antere sono ovate senza tricomi ghiandolari.
Il gineceo ha un ovario uniloculare infero formato da due carpelli.. Lo stilo è unico e con due stigmi nella parte apicale. Gli stigmi dei fiori del disco sono fusi insieme e formano uno spesso stilo penicillato; quelli dei fiori del raggio sono anch'essi ingrossati con ampie, parallele e diffuse superfici stigmatiche.
I frutti sono degli acheni. La forma degli acheni è da obcompressa a strettamente obpiramidale leggermente incurvata; la sezione può essere trigona; la superficie è nera, glabra o sparsamente pubescente. Il pappo è assente, molto raramente è formato da poche caduche setole o da 3 scaglie.

## Biologia
- Impollinazione: l'impollinazione avviene tramite insetti (impollinazione entomogama). I principali impollinatori sono le api, i bombi e gli imenotteri apoidei Colletes.[7]
- Riproduzione: la fecondazione avviene fondamentalmente tramite l'impollinazione dei fiori (vedi sopra).
- Dispersione: i semi cadendo a terra sono successivamente dispersi soprattutto da insetti tipo formiche (disseminazione mirmecoria). Mancando il pappo la dispersione a lunga distanza è ridotta a 1 - 3 metri dalla pianta madre. Questo produce un forte isolamento tra gruppi di specie diverse accentuando l'endemismo.[7]

## Distribuzione e habitat
La distribuzione delle specie di questa sottotribù è circoscritta alle tre nazioni dell'America Latina: Venezuela, Colombia e Ecuador. La sottotribù comprende soprattutto specie endemiche delle montagne tropicali di queste tre nazioni.  Nella tabella sottostante è indicata la distribuzione specifica per ogni genere.

## Tassonomia
La famiglia di appartenenza della sottotribù (Asteraceae o Compositae, nomen conservandum) è la più numerosa del mondo vegetale e comprende oltre 23000 specie distribuite su 1535 generi (22750 specie e 1530 generi secondo altre fonti). La sottofamiglia (Asteroideae) è una delle 12 sottofamiglie nella quale è stata suddivisa la famiglia Asteraceae, mentre Millerieae è una delle 21 tribù della sottofamiglia. La tribù Millerieae a sua volta è suddivisa in 8 sottotribù  (Espeletiinae è una di queste).

### Filogenesi
Questo gruppo inizialmente fu incluso nella tribù Heliantheae (Robinson, 1981) assieme ad altre 5 sottotribù e con una circoscrizione diversa di generi; solamente in seguito a studi di tipo filogenetico sul DNA la sottotribù venne descritta all'interno della tribù Millerieae. Alcune ricerche filogenetiche tuttavia indicano che le Espeletiinae pur essendo un clade ben definito (questo è confermato anche dal numero di sinapomorfie citologiche e morfologiche condivise dai membri di questo gruppo), è "annidiato" all'interno della sottotribù Melampodiinae e strettamente legate ai generi  Ichthyothere, Smallanthus, e Rumfordia (generi attualmente assegnati alla sottotribù Milleriinae), e quindi andrebbero considerate come un complesso monofiletico di specie e non una sottotribù separata. In mancanza di ulteriori studi la maggioranza dei botanici mantengono la tassonomia così come è descritta in questa voce.

L'elenco seguente indica le sinapomorfie più importanti di questa sottotribù:
- la fillotassi delle foglie è a spirale;
- la forma degli acheni è da obpiramidale a prismatica;
- gli acheni sono privi di pappo;
- i fiori del raggio femminili sono fertili, mentre i fiori del disco sono funzionalmente maschili;
- l'involucro del capolino è pluriseriato, mentre le pagliette del ricettacolo sono persistenti;
- gli steli sono spessi e legnoso;
- la struttura generale della pianta è di tipo xeromorfico;
- il numero cromosomico costante in tutto il gruppo.

Il numero cromosomico delle specie di questo gruppo è 2n = 38.

### Composizione della sottotribù
Questa sottotribù comprende 3 generi e circa 91 specie.
| Genere                                  | N. specie                        | Distribuzione                 |
| --------------------------------------- | -------------------------------- | ----------------------------- |
| Carramboa Cuatrec., 1976                | 5 spp.                           | Venezuela                     |
| Espeletia Mutis ex Humb. & Bonpl., 1808 | 85 spp.                          | Venezuela, Colombia e Ecuador |
| Tamananthus V.M. Badillo, 1985          | 1 sp. (T. crinitus V.M. Badillo) | Venezuela                     |

### Chiave per i generi
Per meglio comprendere ed individuare i vari generi della sottotribù l'elenco seguente utilizza il sistema delle chiavi analitiche:

- Gruppo 1A: l'habitus delle piante è erbaceo perenne oppure arbustivo (qualche volta sono presenti anche degli alberi), mai formano delle rosette basali; se la base delle foglie formano delle cupole arrotondate con gli steli, allora le foglie sono molto larghe (lunghe 25 - 30 cm) con margini ondulati, con la parte adassiale della superficie ricoperta da bolle poco profonde, con le corolle dei fiori del raggio gialle e i capolini annuenti dopo l'antesi;

- Gruppo 2A:  l'habitus delle piante è erbaceo perenne o arbustivo; le foglie sono provviste di ampie basi, ma mai formano delle cupole rotonde attorno agli steli;

genere Tamananthus.
- Gruppo 2B: l'habitus delle piante è alberoso con foglie a margini ondulati formanti delle cupole rotonde attorno agli steli;

genere Carramboa.
- Gruppo 1B:  l'habitus delle piante è tipico delle rosette basali, se si tratta di arbusti o alberi con le foglie e gli steli basali che formano dei cappucci arrotondati, allora le foglie non hanno i margini ondulati, la parte adassiale della superficie è liscia e le corolle dei fiori del raggio sono bianche oppure bianco-verdastre o bianco-porpora, ma mai gialle;

genere Espeletia.

## Alcune specie

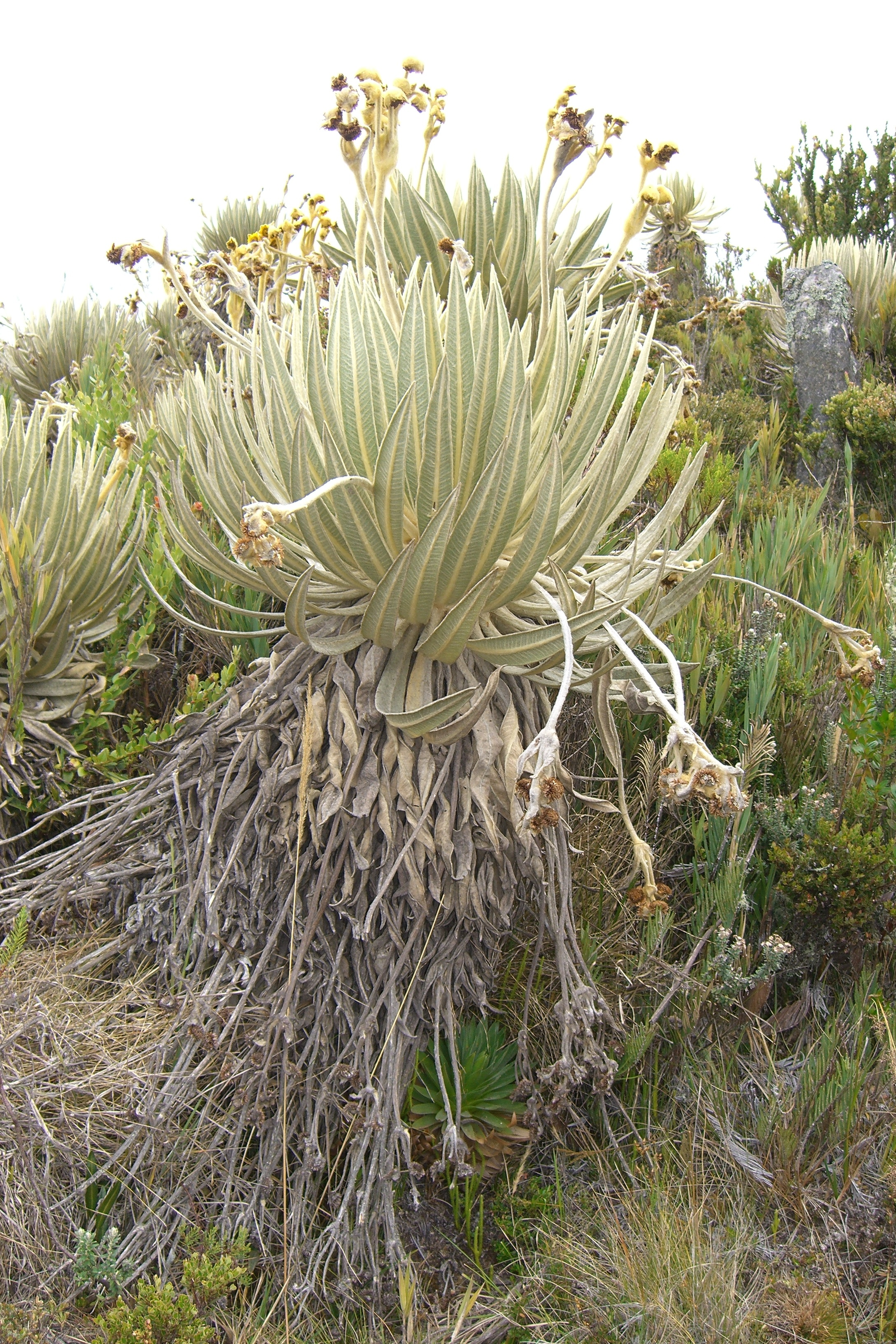
Espeletia killipii
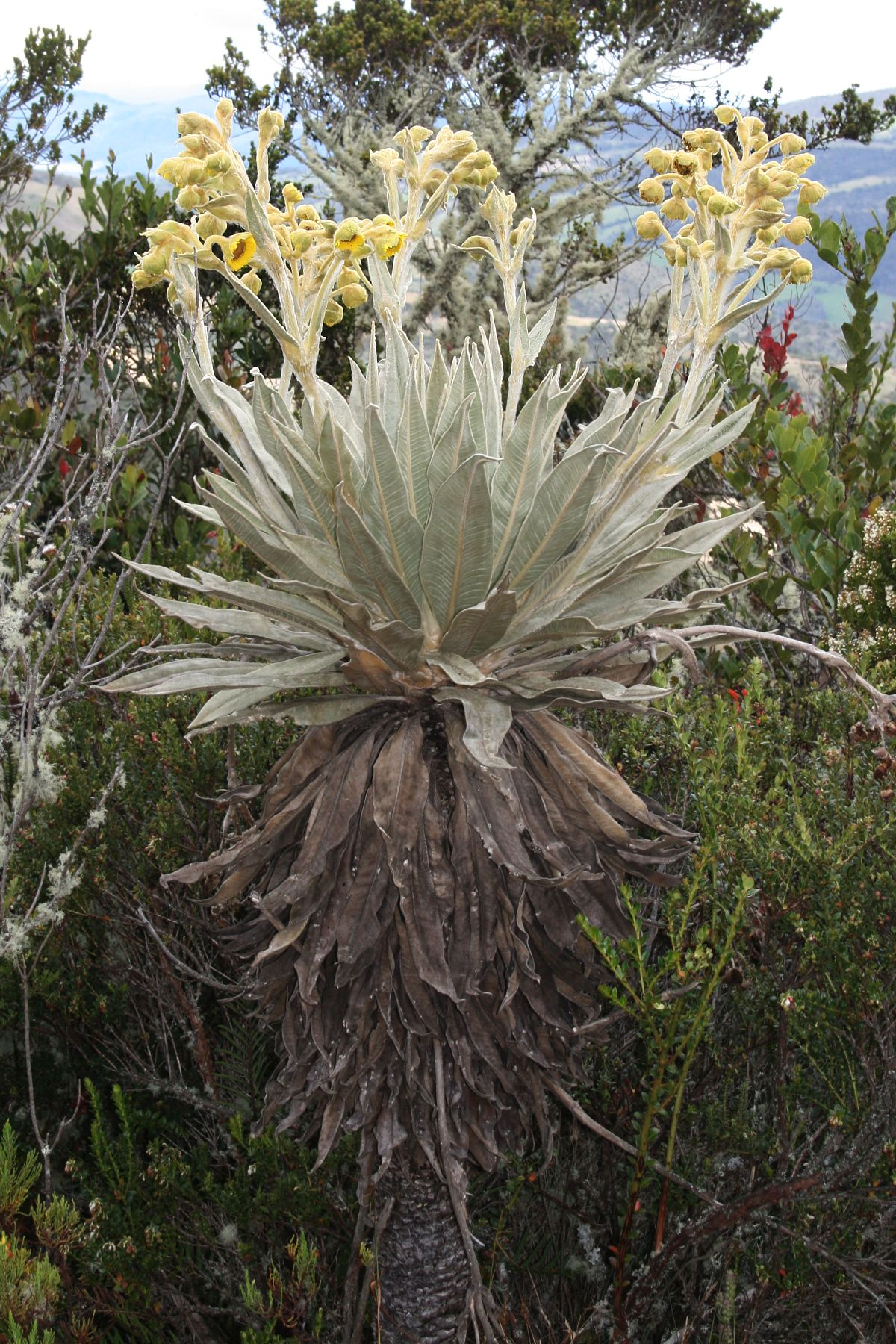
Espeletia grandiflora
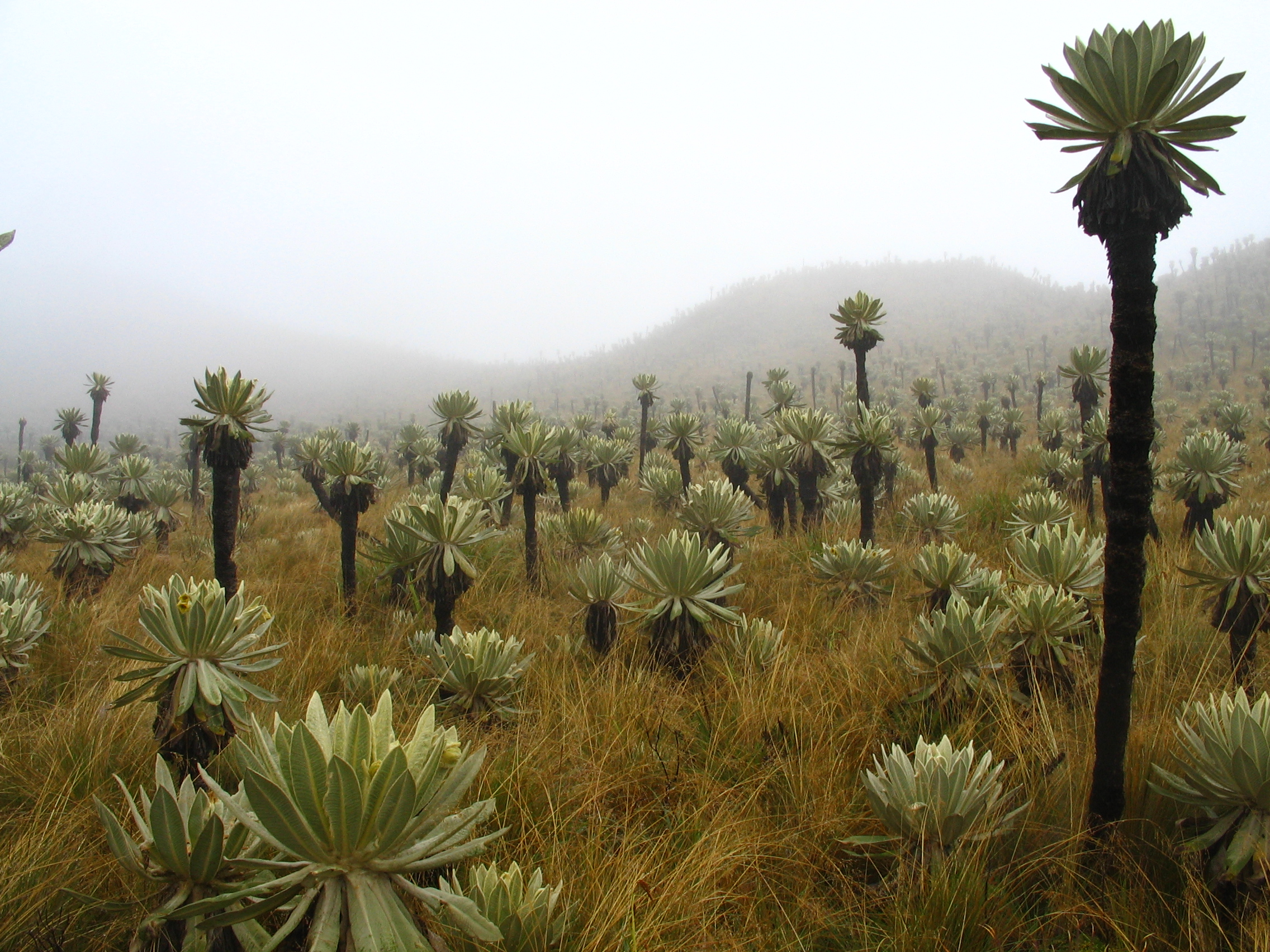
Espeletia pycnophylla
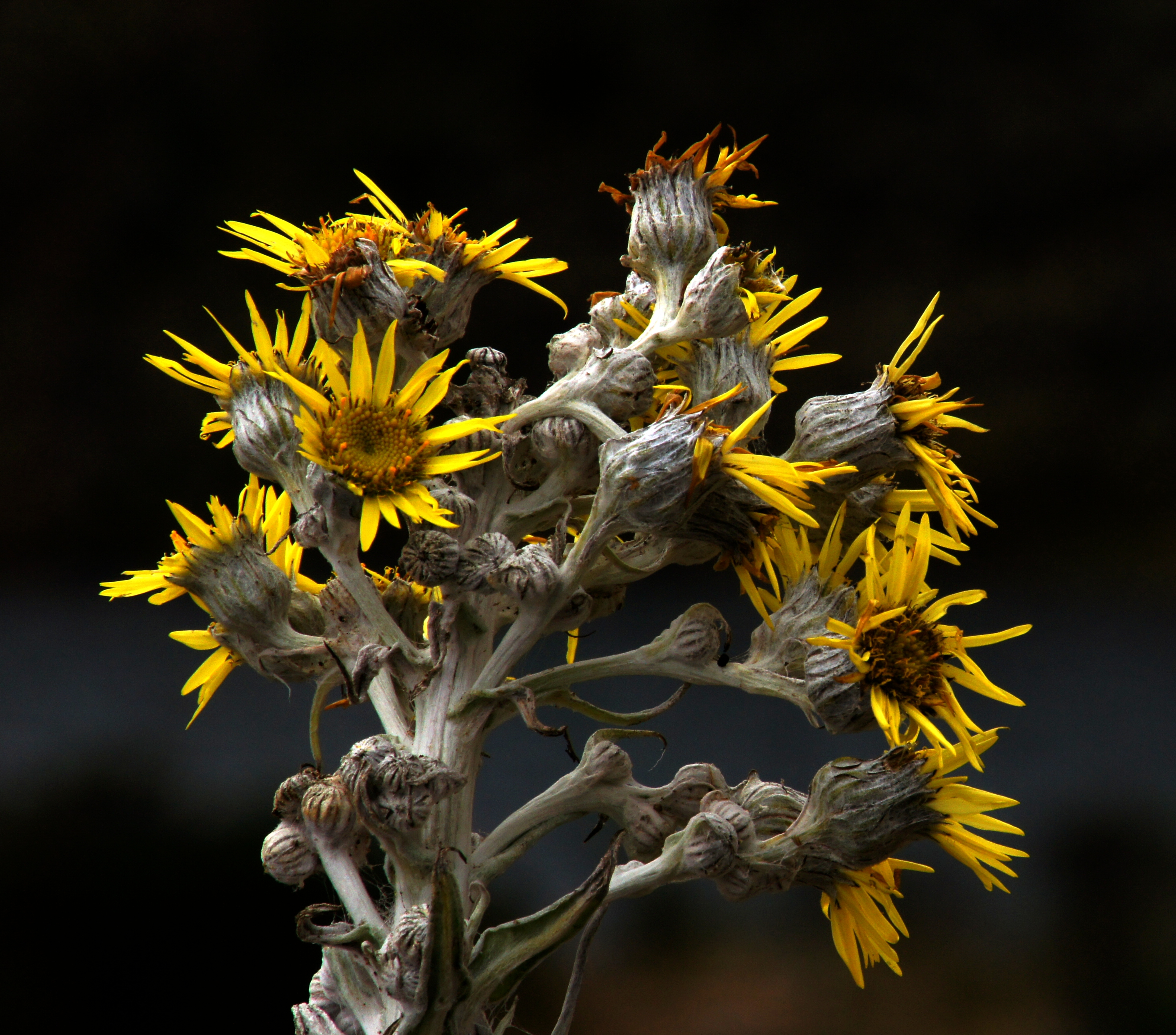
genere Espeletia
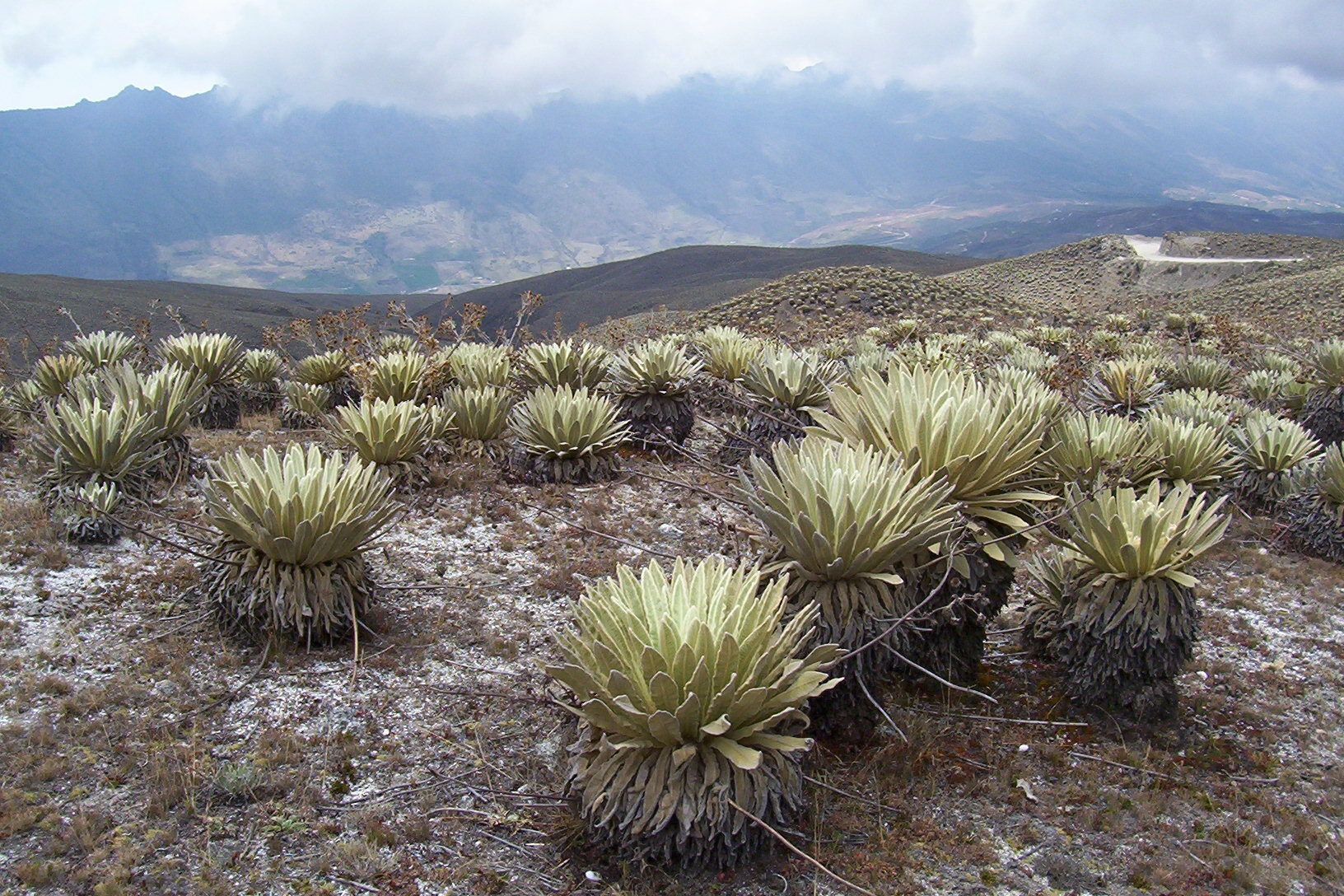
genere Espeletia
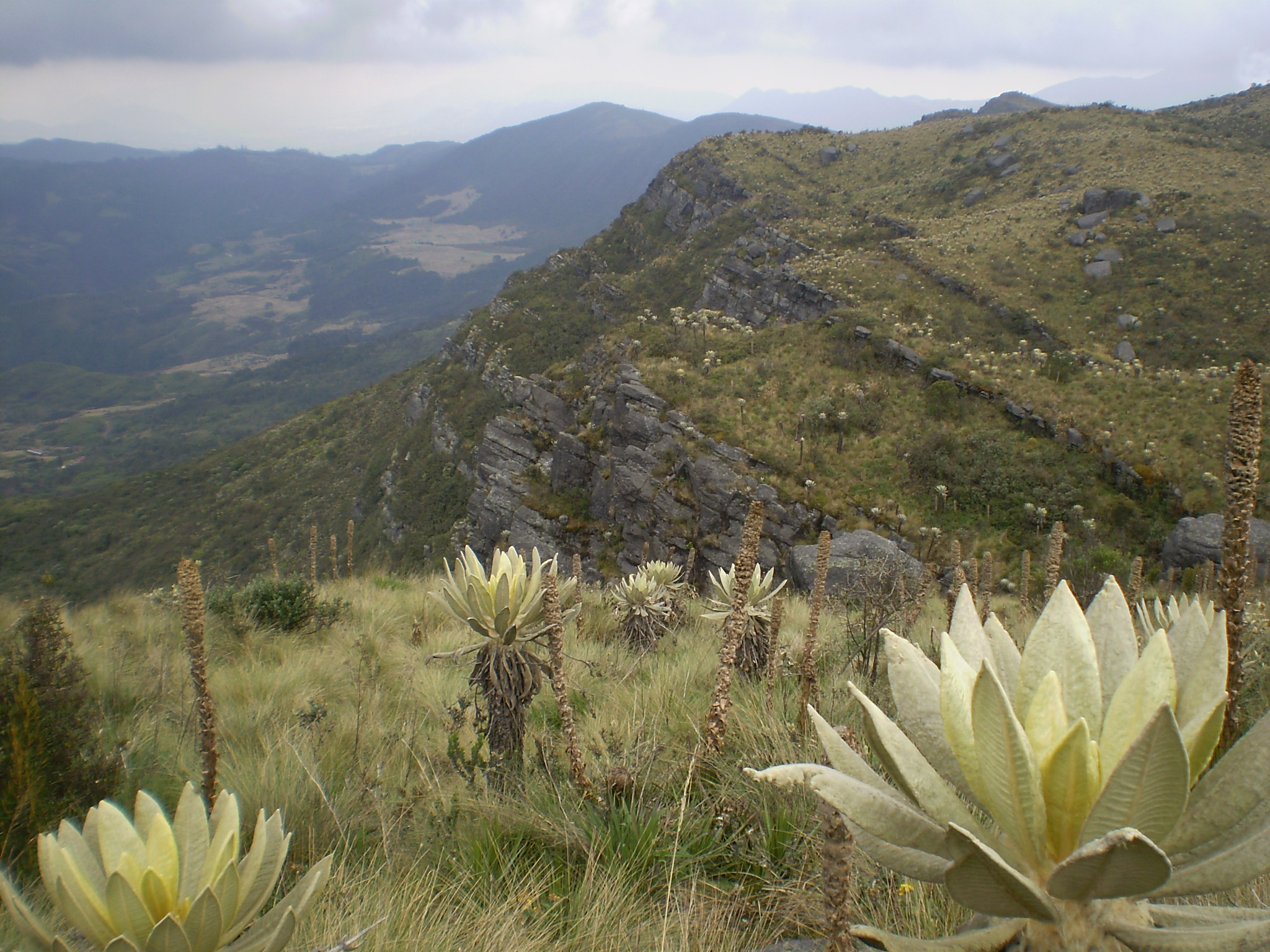
genere Espeletia